# 匙萼柏拉木
匙萼柏拉木（学名：Blastus cavaleriei），为野牡丹科柏拉木属下的一个植物变种。